# Olivier Pédémas
Olivier Pédémas est un footballeur français, né le 31 août 1968 à Bagnères-de-Luchon (Haute-Garonne). Il évolue au poste de gardien de but de la fin des années 1980 au début des années 2000.
Formé au Toulouse FC, il fait la majorité de sa carrière au Mans UC 72 puis devient entraîneur des gardiens de ce club en 2003, poste qu'il occupe jusqu'en 2012.

## Biographie
Olivier Pédémas commence le football au club de la jeunesse entente toulousaine en 1980,. Il évolue au poste de gardien de but, poste que son père occupait dans le club de Bagnères Luchon Sport en CFA. Il intègre en 1984 le centre de formation du Toulouse FC et en 1986, il est finaliste du championnat national cadets. Les Toulousains, entraînés par Élie Baup, sont battus par le RC Lens sur le score de deux buts à un. En 1988, avec les juniors, il atteint avec ses coéquipiers, notamment Michel Pavon et Anthony Bancarel, les demi-finales de la Coupe Gambardella. Les Toulousains sont éliminés à ce niveau par le AS Beauvais. Troisième gardien dans l'effectif toulousain derrière Philippe Bergeroo et Robin Huc, il rejoint l'effectif de l'équipe première en 1988-1989 comme remplaçant de Robin Huc. Il dispute lors de cette saison son premier match sous les couleurs toulousaines lors de la trente-sixième journée. Dans ce match disputé à domicile face au Montpellier HSC, les deux équipes se séparent sur un match nul deux partout. À son poste de deuxième gardien, Olivier Pédémas dispute sept rencontres en deux ans. En novembre 1991, à la suite d'une blessure des deux gardiens de l’équipe première, l'entraîneur Victor Zvunka titularise Fabien Barthez dans les buts et celui-ci devient alors gardien numéro un du club. Olivier Pédémas est alors prêté au Stade Rodez football où il dispute dix-neuf rencontres de championnat de division 2. De retour de prêt, il devient le remplaçant d'Alain Casanova puis en fin de saison, quitte le club et signe au Mans UC.
Pour sa première saison dans le club manceau, il connaît en cours de saison une lourde suspension de quatre mois qui lui fait rater la fin de saison 1993 et le début de la saison suivante. Gardien titulaire du club pendant cinq ans, il s'engage en 1998 avec La Berrichonne de Châteauroux pour une durée de deux ans. Deuxième gardien derrière Frédéric Guéguen, il ne parvient pas à devenir titulaire et après une saison, retourne au Mans UC. Il redevient premier gardien du club pendant trois ans puis devient gardien remplaçant de Jean-François Bédénik lors de la saison 2002-2003 à la demande de l'entraîneur Thierry Goudet. En fin de saison, le club accède, près de soixante après à la Ligue 1. Olivier Pédémas met alors un terme à sa carrière de joueur et devient entraîneur des gardiens du club manceau. 

## Entraineur
Il occupe ce poste pendant neuf ans et forme notamment Yohann Pelé avant de quitter le club en juillet 2012 après avoir passé vingt ans au club. En juillet 2006, il obtient le BEES 2e degré.
Il est ensuite adjoint de Sabri Lamouchi, comme entraineur des gardiens de la sélection de Côte d'Ivoire d'août 2012 à juillet 2014.
En janvier 2015, il est entraineur des gardiens de El Jaish SC au Qatar, toujours dans le staff de Sabri Lamouchi.

## Palmarès
Olivier Pédémas dispute quinze rencontres en division 1 et trois cent six matchs de division 2. Avec les équipes de jeunes du Toulouse FC, il est finaliste du championnat national cadets en 1986.
Sous les couleurs du Mans UC, il est vice-champion de France de Ligue 2 en 2003.

## Statistiques
Le tableau ci-dessous résume les statistiques en match officiel d'Olivier Pédémas durant sa carrière de joueur professionnel,.
| Saison                | Club                  | Championnat           | Championnat | Championnat | Coupe nationale | Coupe nationale | Coupe de la Ligue | Coupe de la Ligue | Total | Total |
| Saison                | Club                  | Division              | M.          | B.          | M.              | B.              | M.                | B.                | M.    | B.    |
| 1988-1989             | Toulouse FC           | Division 1            | 1           | 0           | -               | -               | -                 | -                 | 1     | 0     |
| 1989-1990             | Toulouse FC           | Division 1            | -           | -           | -               | -               | -                 | -                 | 0     | 0     |
| 1990-1991             | Toulouse FC           | Division 1            | 6           | 0           | 1               | 0               | -                 | -                 | 7     | 0     |
| 1991-1992             | Stade ruthénois       | Division 2            | 19          | 0           | -               | -               | -                 | -                 | 19    | 0     |
| 1992-1993             | Toulouse FC           | Division 1            | 8           | 0           | -               | -               | -                 | -                 | 8     | 0     |
| 1993-1994             | Le Mans UC 72         | Division 2            | 32          | 0           | 2               | 0               | -                 | -                 | 34    | 0     |
| 1994-1995             | Le Mans UC 72         | Division 2            | 30          | 0           | 2               | 0               | 1                 | 0                 | 33    | 0     |
| 1995-1996             | Le Mans UC 72         | Division 2            | 41          | 0           | 1               | 0               | 1                 | 0                 | 43    | 0     |
| 1996-1997             | Le Mans UC 72         | Division 2            | 41          | 0           | -               | -               | 3                 | 0                 | 44    | 0     |
| 1997-1998             | Le Mans UC 72         | Division 2            | 35          | 0           | 2               | 0               | 3                 | 0                 | 40    | 0     |
| 1998-1999             | LB Châteauroux        | Division 2            | 1           | 0           | 1               | 0               | 2                 | 0                 | 4     | 0     |
| 1999-2000             | Le Mans UC 72         | Division 2            | 35          | 0           | -               | -               | 1                 | 0                 | 36    | 0     |
| 2000-2001             | Le Mans UC 72         | Division 2            | 34          | 0           | 3               | 0               | 1                 | 0                 | 38    | 0     |
| 2001-2002             | Le Mans UC 72         | Division 2            | 37          | 0           | -               | -               | 2                 | 0                 | 39    | 0     |
| 2002-2003             | Le Mans UC 72         | Ligue 2               | 1           | 0           | 2               | 0               | 2                 | 0                 | 5     | 0     |
| Total sur la carrière | Total sur la carrière | Total sur la carrière | 321         | 0           | 14              | 0               | 16                | 0                 | 351   | 0     |